# Kanton La Roche-Derrien
Kanton La Roche-Derrien (fr. Canton de La Roche-Derrien) je francouzský kanton v departementu Côtes-d'Armor v regionu Bretaň. Tvoří ho 11 obcí.

## Obce kantonu
- Berhet
- Cavan
- Coatascorn
- Hengoat
- Mantallot
- Pouldouran
- Prat
- Quemperven
- La Roche-Derrien
- Pommerit-Jaudy
- Troguéry